# Jean-François Wincqz
Jean-François Joseph Wincqz, architecte de la cour de Charles de Lorraine, professeur d'architecture, né à Soignies en 1743, décédé à Bruxelles, le 27 mai 1791.

## Biographie

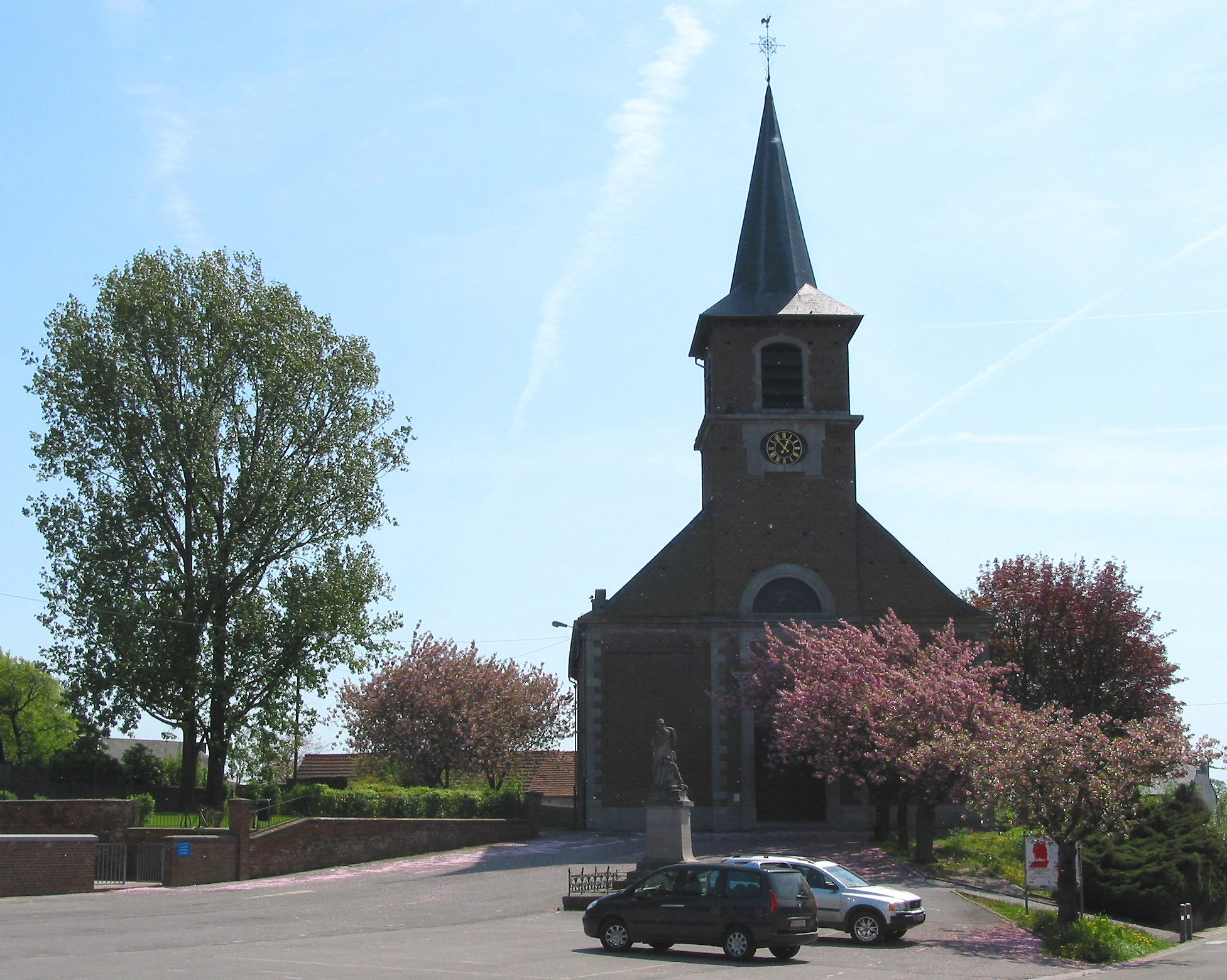
Église de Grand-Leez

Jean-François Joseph Wincqz nait à Soignies, le 24 octobre 1743 de Grégoire Wincqz (1708-1794), maître de carrière, et de Marie Catherine Staumont (1716-1790).
Au printemps 1784, alors âgé de 40 ans, il épouse Norbertine Lorent, habitante de Fontaine-l'Évêque, elle décédera l'année suivante, le 3 juin 1785.

## Carrière

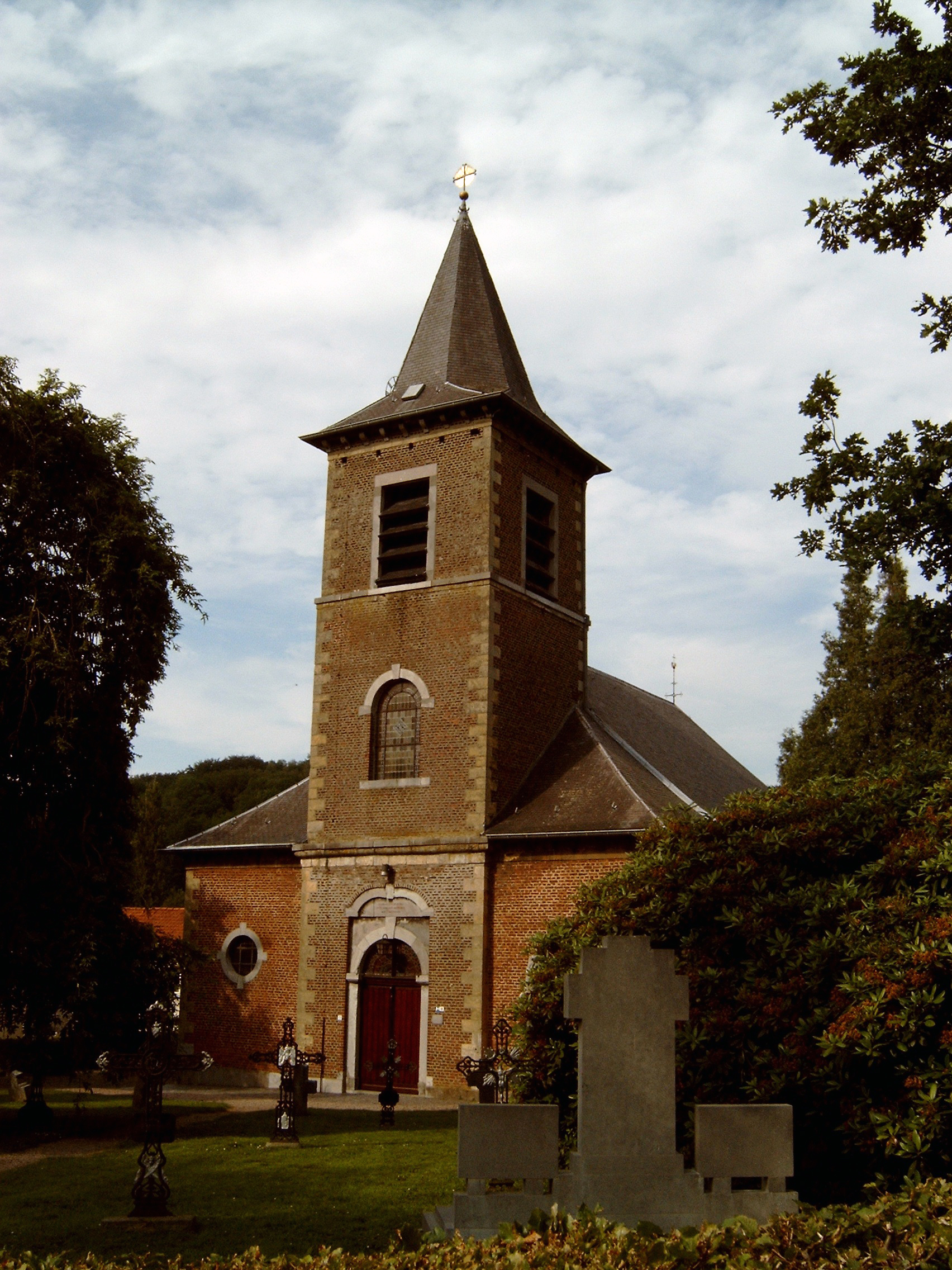
Église de Slenaken

Très jeune, Jean-François Joseph se destine à la carrière d'architecte. En 1762, son père Grégoire Wincqz l'inscrit dans l'établissement qui deviendra l'académie des beaux arts de Gand et qui, à son arrivée, n'est qu'une école de dessin.  En 1767, alors âgé de 24 ans, il se rend à Paris, au Louvre pour y parachever sa formation "sous la direction du célèbre professeur Jacques-François Blondel", architecte du Roi Louis XV et par la suite, à l'Académie de Paris.
"Pendant son séjour dans cette grande Ville, le jeune Wincqz, d'un caractère aimable, franc, jovial et d'une physionomie ouverte, riante, agréable, se concilia l'affection de tous, et on ne le désignait que sous le nom de beau Flamand."
Vers 1774, de retour en Belgique, il s'installe à Bruxelles. Sa réputation ira grandissante et, par lettre patente datée du 2 mars 1780, il se voit confier la charge d'architecte par l'archiduc Charles de Lorraine, gouverneur général des Pays-Bas autrichien. En 1784, on lui confie l'Académie bruxelloise d'architecture.
Jean-François Wincqz était Franc-Maçon et faisait partie de la loge des "Vrais Amis de l'Union".
Nous avons conservé de nombreux édifices réalisés selon ses plans. Comme l'église Saint-Pierre d'Uccle (1782) ou encore les églises de Grand-Leez (1776), de Neufchâteau-lez-Visé (1789) de Slenaken (1790) etc. Il réalisera également les plans de la tour de l'église de l'ancienne abbaye de Cambron.
De nombreux plans sont conservés aux archives nationales du royaume.
Jusqu'à la révolution française, il fera partie de la Noble-Garde des archers des archiducs Albert-Casimir et Marie-Christine (prestation de serment le 20 mai 1776).
On conserve à Soignies deux portraits, peints sur toile, de cet artiste.

### Réalisations[1]

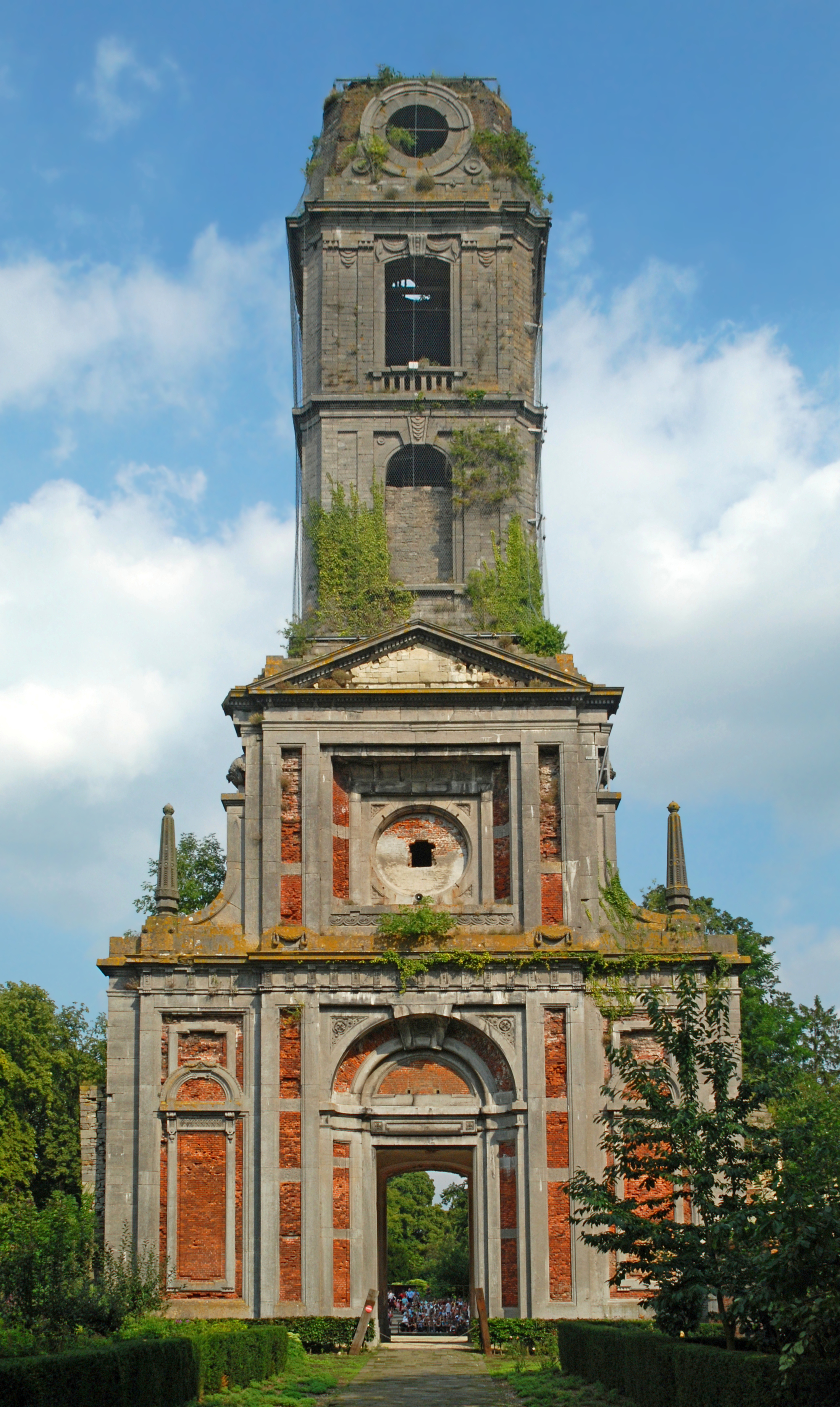
Tour de l'abbatiale de Cambron
édifiée en 1775-1780 par Jean-François Wincqz

L'œuvre de Jean-François Wincqz se situe dans le courant de l'architecture néoclassique. Son art a néanmoins gardé quelques influences baroques.
- 1775-1780 : église abbatiale de l'Abbaye de Cambron, Cambron-Casteau (Hainaut)
- 1776 : église d'Hennuyères ; l’église de Chaussée-Notre-Dame (Hainaut).
- 1777 : église de Folx-les-Caves (Brabant wallon) ; le Château de Feluy (Hainaut) ; la ferme abbatiale de Saint-Denis-en-Brocqueroie (Hainaut).
- 1778 : église Saint-Pierre d'Uccle (Bruxelles).
- 1779 : église de Lombeek-Sainte-Catherine (Brabant flamand).
- 1780 : église de Grand-Rosière-Hottomont, (Brabant wallon) ; L’abbaye Saint-Pierre de Gand.
- 1781 : église de Tourneppe, (Brabant flamand) ; le bâtiments et la chapelle de la Corporation des merciers, rue de la pierre à Bruxelles.
- 1782 : église d'Hermalle-sous-Argenteau (Liège).
- 1783 : collège Thérésien, Bruxelles.
- 1785 : château « Belle-Maison » à Marchin, (Liège).
- 1786 : église de Grand-Leez (Namur).
- 1788 : église et la cure de Budingen (Brabant flamand)
- 1789 : église de Neufchâteau-lez-Visé, Dalhem, (Liège); église de Slenaken, (Pays-Bas).
- 1792-1794 : église de Lathuy, (Brabant wallon) qu'il ne verra pas terminée.